# 第25回ヴェネツィア国際映画祭
第25回ヴェネツィア国際映画祭は、1964年8月27日から9月10日にかけて開催された。

## 上映作品

### コンペティション部門
| 日本語題       | 原題                                                          | 監督                           | 製作国         |
| -------------- | ------------------------------------------------------------- | ------------------------------ | -------------- |
| 赤い砂漠       | Il deserto rosso                                              | ミケランジェロ・アントニオーニ | イタリア       |
| みどりの瞳     | Girl with Green Eyes                                          | デズモンド・デイヴィス         | イギリス       |
| 悲しみの天使   | Les amitiés particulières                                     | ジャン・ドラノワ               | フランス       |
| 愛する         | Att älska                                                     | ヨルン・ドンナー               | スウェーデン   |
| 恋人のいる時間 | Une femme mariée: Suite de fragments d'un film tourné en 1964 | ジャン＝リュック・ゴダール     | フランス       |
|                | La vie à l'envers                                             | アラン・ジェシュア             | フランス       |
| ハムレット     | Gamlet                                                        | グリゴーリ・コージンツェフ     | ソビエト連邦   |
| 銃殺           | King & Country                                                | ジョセフ・ロージー             | イギリス       |
| 奇跡の丘       | Il vangelo secondo Matteo                                     | ピエル・パオロ・パゾリーニ     | イタリア       |
|                | Kradetzat na praskovi                                         | ヴーロ・ラデフ                 | ブルガリア     |
|                | Nothing But a Man                                             | マイケル・レマー               | アメリカ合衆国 |
|                | Tonio Kröger                                                  | ロルフ・ティーレ               | 西ドイツ       |

## 審査員
- マリオ・ソルダーティ （ イタリア/作家） 審査員長
- ルドルフ・アルンハイム （ 西ドイツ/心理学者、映画批評家）
- オベ・ブラッセンドルフ （ デンマーク/作家、映画史家）
- ソロルド・ディキンソン （ イギリス/映画監督）
- リカルド・ムニョス・スアイ （ スペイン/映画監督）
- ジョルジュ・サドゥール （ フランス/映画史家）
- イエジー・テプリッツ （ ポーランド/映画史家）

## 受賞結果
- 金獅子賞：『赤い砂漠』（ミケランジェロ・アントニオーニ）
- 審査員特別賞：『ハムレット』（グリゴーリ・コージンツェフ）、『奇跡の丘』（ピエル・パオロ・パゾリーニ）
- 男優賞：トム・コートネイ （『銃殺』）
- 女優賞：ハリエット・アンデルセン （『愛する』）
- 新人賞：『La vie à l'envers』（アラン・ジェシュア）
- サン・ジョルジョ賞：『Nothing But a Man』（マイケル・レマー）